# Office-1uno
Office-1uno（オフィスウーノ）は日本の芸能事務所。主に俳優・タレント・声優・芸人のマネージメントを手掛けている。親会社は宇野産業株式会社。

## 所属タレント

### 男性
- 安東恭助
- 九楽州
- 内野利昭
- 宇和田雄二
- 楠美聖寿
- 庄司浩之
- Zebra360
- ダン
- 徳原晋一
- 長門薫
- 中村文映
- むかい誠一
- 亮王，

### 女性
- 秋葉由麻
- 井桜あかね
- 大宮明子
- 貴堂マリア
- 香月みえ
- 鈴木さち
- 千葉千鶴
- 中村浩乃

## 関連会社
- 宇野産業株式会社（親会社）